# Cesaro và Sheamus
Cesaro và Sheamus, còn được biết là The Bar, là một đội đấu vật chuyên nghiệp ở WWE. Họ đã lập kỉ lục bốn lần vô địch WWE Raw Tag Team Championship và một lần WWE SmackDown Tag Team Championship, giúp họ là đội có tổng năm lần vô địch trong WWE. 
Ban đầu, họ có thù với nhau từ tháng 7 đến tháng 9 năm 2016, nhưng sau khi series "Best of Seven" lên đến đỉnh điểm, cả hai bị buộc làm việc như một đội bởi Tổng giám đốc Raw lúc đó là Mick Foley. "The Bar" (Chuẩn mực), thời gian đầu là một cái tên không chính thức cho đến khi họ draft sang SmackDown năm 2018, bắt đầu từ câu khẩu hiệu của họ: "Bọn ta không tạo ra chuẩn mực, bọn ta chính là chuẩn mực!". Đội tan rã vào tháng 4 năm 2019 do Sheamus bị chấn thương và Cesaro được draft sang SmackDown.